# Bernd Wehmeyer
Bernd Wehmeyer (ur. 6 czerwca 1952 w Herford) – piłkarz niemiecki grający na pozycji obrońcy.
Wehmeyer zaczynał karierę jako napastnik. Po kilku sezonach w słabszych klubach, niespodziewanie znalazł zatrudnienie w Hamburgerze SV, wówczas bardzo dobrym klubie Bundesligi. Początkowo był tam jedynie alternatywą i cieniem rewelacyjnie spisujących się Horsta Hrubescha i Kevina Keegana.
Na początku lat osiemdziesiątych wiekowy już Wehmeyer został przekwalifikowany na obrońcę. Swoje nowo powierzone defensywne zadania wypełniał solidnie, mając swój wkład w olbrzymie sukcesy klubu z Hamburga
Po zakończeniu zawodowej kariery, przez kilka lat występował w amatorskich zespołach czwartej ligi. Od 2001 roku, nieprzerwanie jest managerem drużyny HSV.

## Sukcesy
- Mistrzostwo Bundesligi: 1979 1982 1983
- Wicemistrzostwo Bundesligi: 1980 1981 1984
- Puchar Mistrzów: 1983
- Finał Pucharu Mistrzów: 1980
- Finał Pucharu UEFA: 1982
- Awans do pierwszej ligi: 1975